# تايباس دو توكانتينز
تايباس دو توكانتينز بلدية في ولاية توكانتينز في المنطقة الشمالية من البرازيل.